# Eugen Hunziker
Eugen «Güggeli» Hunziker (* 1919/1920; † 7. November 1983 in Aarau) war ein Schweizer Feldhandball-Goalie und Stadtrat von Aarau.

## Privat
Hunziker begann 1937 die Lehre als Instrumentenoptiker bei der Kern & Co. in Aarau. Bis 1943 arbeitete er auf dem Beruf bei Kern. Danach arbeitete er als Optiker für sieben Jahre bei verschiedenen Firmen in der Schweiz. 1950 wechselte er in den Verkauf bei der Firma Koch Optik an der Bahnhofstrasse in Zürich. Dort arbeitete er für 14 Jahre in leitender Stellung. Daneben erwarb er sich verschiedene Fachdiplome. Die Abendhandelsschule Gademann schloss er mit der Maximalnote 6 ab. Am 1. Mai 1964 kehrte er zu Kern als Einkaufschef zurück.

## Sport
Hunziker war zuerst ein Turner für den BTV Aarau (BTV), danach wechselte er zur Leichtathletik. Dabei errang er kantonale und eidgenössische Kränze. Als Not am Mann war, wurde er Goalie der ersten Mannschaft.
Hunziker spielte seit ca. 1942 bis 1950 für den BTV. 1951 schloss er offiziell seine aktive Laufbahn ab.
Beim Spiel vom 18. September 1949 in Eindhoven gegen die Niederlande stand er zum ersten Mal im Tor für die Schweizer Männer-Feldhandballnationalmannschaft. Am 23. Oktober 1949 spielte er sein letztes Länderspiel gegen Frankreich.

## Erfolge
- 3 × Feldhandball-Schweizer-Meister: 1945, 1949, 1950
- 3 × Feldhandball-Vizemeister: 1946, 1947, 1948
- 4 × Feldhandball-Cupsieger: 1944/45, 1946, 1948, 1950
- 1 × Feldhandball-Cupfinalist: 1947

## Politik
Am 23. September 1973 wurde er für den Landesring der Unabhängigen (LdU) in den Stadtrat der Stadt Aarau gewählt. Am 25. September 1977 wurde er für die nächsten vier Jahre als Stadtrat wiedergewählt. Am 10. August 1981 gab er seinen Rücktritt auf Ende Jahr bekannt. Am Neujahrsempfang 1982 wurde er verabschiedet.